# Сангихе
Сангихе (на индонезийски: Kepulauan Sangihe) са група острови между Молукско море на изток и море Сулавеси на запад, простиращи се на повече от 200 km между полуостров Минахаса на остров Сулавеси на юг и остров Минданао на север, принадлежащи на Индонезия. Общата им площ е 1013 km². Населението към 2018 г. възлиза на 197 000 души. Архипелагът наброява над 130 острова, като най-големи са: Сангихе, Сиау, Тахуланданг, Биаро, Талисей, Банка и др. Релефът им е предимно планински с максимална височина вулкана Керангетанга, 1784 m. Освен него на островите има още няколко действащи вулкана – Аву 1320 m (на остров Сангихе), Руанг (на остров Тахуланданг) и други, а архипелагът се явява едно от най-сеизмичните места на планетата. Склоновете на вулканите са покрити с тропически гори (ебеново дърво, индийска тръстика и др.). Основните културни растения са кокосовата палма и мускатовият орех. Основен поминък е риболовът. Главните селища са градовете Тахуна (на остров Сангихе) и Талавиде (на остров Сиау).